# Granuloma anulare

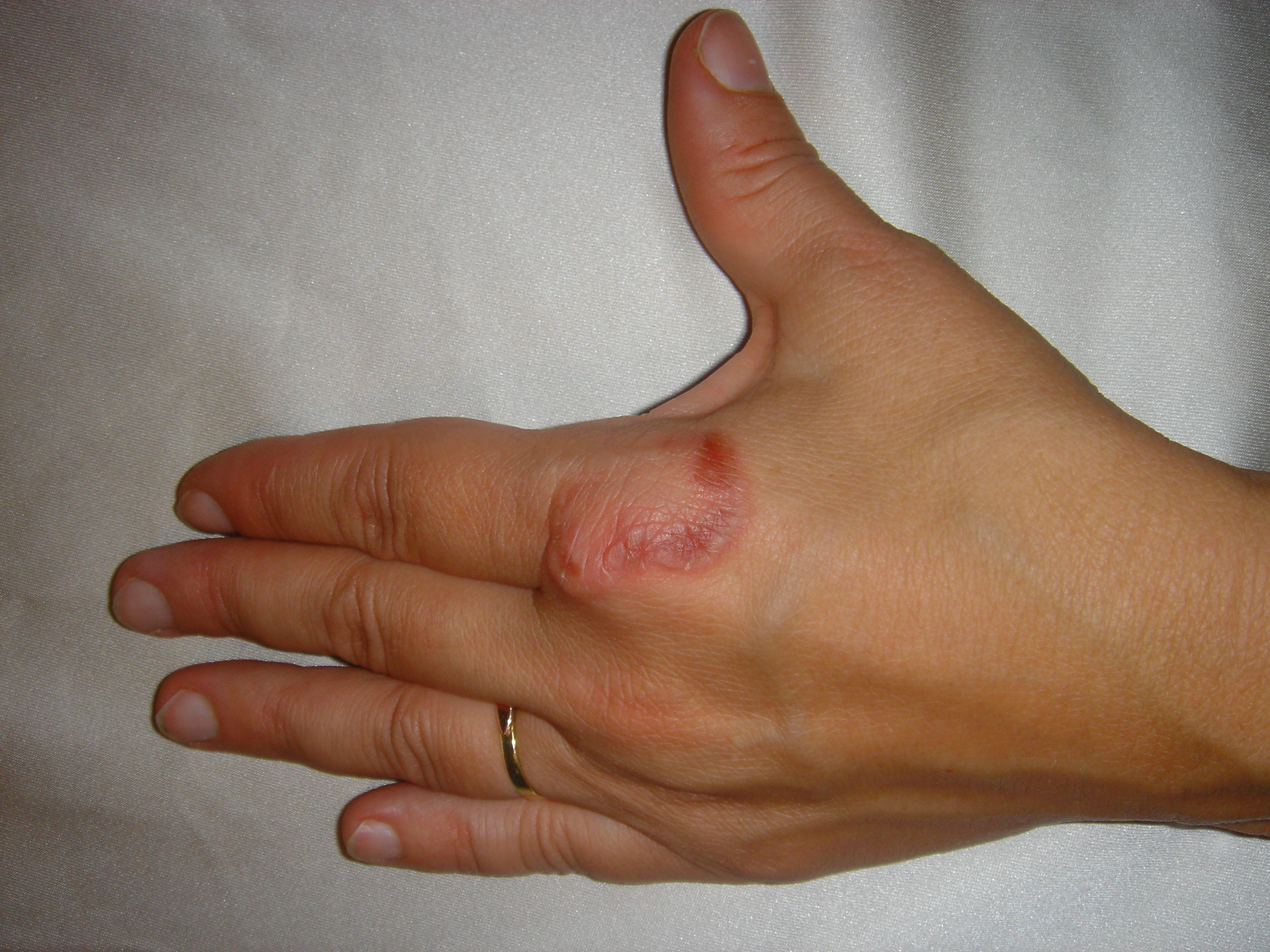
Granuloma anulare am Handrücken nach mäßig erfolgreicher Kryotherapie

Granuloma anulare zählt zu den nicht infektiösen granulomatösen Hauterkrankungen, die sich in zentrifugal ausbreitenden Papeln zeigen. Symptome sind ringförmige kleine, im Verlauf größer werdende, nicht juckende, scharf begrenzte und gering rötliche Papeln. Die genaue Ursache der Erkrankung ist nicht bekannt. Sie kommt überwiegend im Kindesalter und bei Frauen vor. Einzelne Fallberichte über familiäres Auftreten sind bekannt.
Hauptsächlich tritt Granuloma anulare an den Akren, also an Fuß- und Handrücken, sowie über den Gelenken auf. Aus differenzialdiagnostischer Sicht muss an eine anuläre Sarkoidose (Morbus Boeck), an eine Necrobiosis lipoidica oder an Rheumaknoten gedacht werden. Finden sich nur einzelne Herde an der Hand, ist ein Fremdkörpergranulom auszuschließen.
Das Granuloma anulare entsteht möglicherweise infolge postinfektiöser zirkulierender Immunkomplexe oder zellvermittelter Immunmechanismen. Bei Betroffenen wurde früher eine Assoziation von 20 % mit Diabetes mellitus festgestellt. Neuere Studien widerlegen dies aber.
Die Abheilung erfolgt fast immer ohne Narbenbildung, jedoch ist diese Erkrankung sehr hartnäckig und bis heute keine auf Dauer wirksame Behandlung bekannt. Als mäßig erfolgreiche Behandlungsmethoden zeigen sich Bestrahlungen mit UV-Licht, kortisolhaltige Folienverbände und Kryotherapie, um die Ringstruktur zu unterbrechen. Bei schwereren Verläufen kann eine intraläsionelle Kortisoltherapie angezeigt sein. Wichtig ist auch, Entzündungsherde abheilen zu lassen.